# Pteropera cornici
Pteropera cornici är en insektsart som beskrevs av Donskoff 1981. Pteropera cornici ingår i släktet Pteropera och familjen gräshoppor. Inga underarter finns listade i Catalogue of Life.